# Pseudolycopodiella tuberosa
Pseudolycopodiella tuberosa är en lummerväxtart som först beskrevs av Friedrich Adalbert Maximilian  Kuhn och som fick sitt nu gällande namn av Josef Holub.
Pseudolycopodiella tuberosa ingår i släktet Pseudolycopodiella och familjen lummerväxter. Inga underarter finns listade i Catalogue of Life.